# Мазуров, Константин Герасимович
Константи́н Гера́симович Мазуров (1908—1978) — советский промышленный деятель (начальник станции Батайск Северо-Кавказской железной дороги с 1941 по 1948 годы), Герой Социалистического Труда ( 1943 г. ).

## Биография
Родился 21 декабря 1908 года в городе Ростове-на-Дону в семье служащих. Русский.
В 1924 году окончил 7 классов Петровского училища. Затем поступил в промышленно-экономический техникум, где через год получил специальность экономиста-бухгалтера. С 1925 по 1927 годы обучался в техникуме путей сообщения на эксплуатационном отделении.
В 1927 году Мазуров приступил к исполнению обязанностей запасного дежурного по станции Орджоникидзе, а с 1929 года работал в Ростове-на-Дону дежурным по строительству «Донподхода». Затем был старшим весовщиком, запасным дежурным по станции Ростовского отделения. В 1931 году он был направлен на диспетчерские курсы, по окончании которых был назначен диспетчером Ростовского отделения движения. С 1938 по август 1941 года работал заместителем начальника отделения движения.
В августе 1941 года, когда фронт Великой Отечественной войны приближался к Ростову-на-Дону, Мазуров был назначен начальником крупнейшей и стратегически важной станции Батайск. Именно Мазуров со своими рабочими построил в это время новый путь от Батайска до Ростова и Аксайский обход Ростовского железнодорожного узла. В период оккупации фашистами Батайска — работал заместителем начальника станции Баладжары Закавказской железной дороги, где обеспечивал транспортировку грузов, поступавших по Каспийскому морю между Баку и Красноводском в обоих направлениях.
После освобождения Батайска в феврале 1943 года — вновь возглавил коллектив станции. В июне 1943 года за победу в социалистическом соревновании коллектив станции удостоился Красного знамени НКПС и ВЦСПС, а также Красного знамени управления и Дорпрофсожа Северо-Кавказской железной дороги.
После войны Константин Герасимович Мазуров был на руководящих постах служб движения и грузовой работы Северо-Кавказской железной дороги.
Умер 16 августа 1978 года. Похоронен на Северном кладбище в Ростове-на-Дону.
Дочь — Ольга (род. 1945), сын — Константин (род. 1947). Брат -  Мазуров Петр Герасимович (род 1986)

## Награды
- Указом Президиума Верховного Совета СССР от 5 ноября 1943 года «за особые заслуги в обеспечении перевозок для фронта и народного хозяйства и выдающиеся достижения в восстановлении железнодорожного хозяйства в трудных условиях военного времени» Мазурову Константину Герасимовичу присвоено звание Героя Социалистического Труда с вручением ордена Ленина и Золотой медали «Серп и Молот».
- Награждён орденами Ленина, Трудового Красного Знамени, «Знак Почёта» и медалями.
- Константину Мазурову четыре раза присваивалось звание «Почётный железнодорожник», это был единственный случай в СССР.[1]

## Память
- В 2013 году на Аллее героев Батайска К. Г. Мазурову установлен бюст (скульптор Анатолий Скнарин).[2] На открытии памятника присутствовали — заместитель главного инженера СКЖД Константин Крят; Николай Березюк, который возглавлял станцию Батайск почти 30 лет; Анатолий Скнарин, Заслуженный художник России, автор установленного бюста; ветераны, заслуженные железнодорожники, учащиеся.[3]
- В 2008 году одна из улиц Советского района города Ростова-на-Дону была названа в его честь.